# Alfonso I Sanvitale
Alfonso I Sanvitale (Sala Baganza, 1530 – Sarteano, 26 dicembre 1555) è stato un nobile italiano, appartenente alla famiglia Sanvitale.
Figlio di Girolamo (1501-1550). Da giovanetto fu paggio d’onore di Ferdinando I d'Asburgo.  Tornato in Italia, seguì l’armata di Andrea Doria che combatté l'ammiraglio e corsaro Dragut, battendolo all’isola di Ponza. Passò quindi alla guerra di Siena e poi a quella del Piemonte contro i Francesi, difendendo con successo la fortezza di Valfenera. Per il suo contributo alla vittoria Carlo V d'Asburgo lo creò cavaliere dell'Ordine di Santiago.
Nel 1540, al fianco di Giannettino Doria, partecipò alla Battaglia di Girolata in Corsica contro l’armata ottomana comandata dal corsaro Dragut.
Nel 1552 difese con grande valore la Rocca di Sala assediata da Ottavio Farnese, costringendolo a ritirarsi. 
Ritornato nelle file di Cosimo de' Medici, mentre si preparava all’assedio di Sarteano venne colpito da un’archibugiata che lo condusse a morte all’età di soli venticinque anni.